# Dostana (2008)
Dostana (Hindi:  दोस्ताना, dostānā; wörtl. Übersetzung: Freundschaft) ist ein Hindi-Film von Tarun Mansukhani aus dem Jahr 2008. Der Film behandelt das Thema Freundschaft.

## Handlung
Der durchtrainierte Fotograf Kunal und der als Krankenpfleger arbeitende Sameer leben in Miami. Sie treffen sich zum ersten Mal, als sie mit verschiedenen Frauen ins Bett gehen und im selben Haus aufwachen. Bald darauf möchten sie dieselbe Wohnung in einem Hochhaus mieten. Doch die wird nur an Frauen vermietet. Da hat Sameer eine grandiose Idee: Die beiden Machos sollen sich als schwules Paar ausgeben, um die Wohnungen zu bekommen. Es funktioniert, allerdings mit einem gehörigen Haken: Mit ihnen auf der Etage wohnt die bildhübsche Vermieterin Neha. Während Sameer und Kunal sich in sie verlieben und ihre Emotionen nicht zeigen dürfen, komplizieren Nehas schwuler Chef M und Sameers Mutter die Situation. Und als wäre das nicht genug, zeigt Nehas neuer Chef, der elegante Abhimanyu Singh, ebenfalls Interesse an ihr.

## Musik
| Lied                      | Sänger                                                  |
| ------------------------- | ------------------------------------------------------- |
| Shut Up & Bounce          | Sunidhi Chauhan, Vishal Dadlani                         |
| Jaane Kyun                | Vishal Dadlani                                          |
| Maa Da Laadla             | Saleem                                                  |
| Khabar Nahi               | Amanat Ali, Raja Hassan, Shreya Ghoshal, Vishal Dadlani |
| Desi Girl                 | Shankar Mahadevan, Vishal Dadlani, Sunidhi Chauhan      |
| Kuch Kum                  | Shaan                                                   |
| Maa Da Laadla Mummy Remix | Saleem, Sunidhi Chauhan                                 |

## Hintergrund
Der Film wurde von Dharma Productions produziert und durch Yash Raj Films vertrieben. Er hatte am 13. November 2008 in Indien Premiere.